# Championnat de France de futsal 2023-2024
Navigation
Saison 2022-2023 Saison 2024-2025
La Division 1 2023-2024 est la dix-septième édition du Championnat de France de futsal. Le plus haut niveau de futsal en France oppose douze clubs en une série de vingt-deux rencontres jouées de septembre 2023 à mai 2024. Les quatre premiers disputent ensuite une phase finale pour déterminer le champion.
L'Étoile lavalloise s'impose contre Nantes en finale de D1 futsal. Les Mayennais décrochent le titre pour la deuxième saison consécutive et réalisent aussi de nouveau un doublé coupe-championnat.

## Organisation

### Format de la compétition
Organisé par la Fédération Française de Football, le championnat de D1 se dispute en deux phases : la phase préliminaire, mettant aux prises tous les clubs qui s'affrontent en matchs aller-retour, et la phase finale à élimination directe pour les quatre premiers. Les demi-finales opposent le club classé 1er au classement au 4ème et le 2ème au 3ème, sachant que le club le mieux classé reçoit au match retour. Le vainqueur de la finale est sacré champion de France et proposé au Comité exécutif de la FFF pour représenter la FFF en Ligue des champions de l'UEFA.
Les deux derniers sont relégués en Division 2, où les premiers de chacun des deux groupes sont promus en D1.

### Médias
Le diffuseur reste FutsalZone, mais la D1 futsal devient désormais disponible et accessible gratuitement, alors que ce dernier demandait auparavant un abonnement pour pouvoir suivre les rencontres.

### Clubs participants
| \| Toulon EF Nantes MF Béthune UJS Toulouse Kingersheim Laval Hérouville GOAL Ajaccio \| Les clubs 2023-2024 |
| Toulon EF Nantes MF Béthune UJS Toulouse Kingersheim Laval Hérouville GOAL Ajaccio                           |

| Toulon EF Nantes MF Béthune UJS Toulouse Kingersheim Laval Hérouville GOAL Ajaccio |

| \| SC Paris Paris ACASA Kremlin-Bicêtre \| Localisation des clubs de Paris et la petite couronne. |
| SC Paris Paris ACASA Kremlin-Bicêtre                                                              |

| SC Paris Paris ACASA Kremlin-Bicêtre |

Dès la fin de saison 2022-2023, le Mouvaux Lille Métropole Futsal annonce mettre fin à son activité en raison de problèmes financiers. Peu après cette annonce, la DNCG sanctionne le club d'exclusion des championnats nationaux.
Les neufs autres clubs maintenus en Division 1 repartent pour la saison 2023-2024. Les vainqueurs des deux groupes de Division 2 sont promus en D1. Le championnat devant repasser à douze participants, l'AC Ajaccio, meilleur deuxième de D2, est aussi promu pour remplacer Mouvaux. L'ACA devient le premier club de football professionnel à hisser une équipe en première division de futsal.
| Nom                    | Fondé en | Saisons en D1 | Dernière montée | Meilleur résultat | Entraîneur                  | Résultat 2022-23 | Siège                                         | Salle                            |
| ---------------------- | -------- | ------------- | --------------- | ----------------- | --------------------------- | ---------------- | --------------------------------------------- | -------------------------------- |
| Étoile lavalloise FC T | 2006     | 3e            | 2021            | champion ×1       | André Vanderlei Manuel Moya | champion         | Pays de la Loire, Mayenne, Laval              | Espace Mayenne                   |
| Sporting Paris         | 1984     | 16e           | 2008            | champion ×5       | Rodolphe Lopes              | finaliste        | Île-de-France, Paris                          | Halle Georges-Carpentier 2       |
| Nantes MF              | 2017     | 7e            | 2017            | 2e                | Fabrice Gacougnolle         | 2e               | Pays de la Loire, Loire-Atlantique, Nantes    | CS Mangin-Beaulieu               |
| Paris ACASA            | 2006     | 7e            | 2017            | 3e                | Marcelo Serpa               | 5e               | Île-de-France, Paris                          | Gymnase des Fillettes            |
| Toulon EF              | 2008     | 13e           | 2011            | champion ×1       | Sergei Padalinski           | 6e               | Provence-Alpes-Côte d'Azur, Var, Toulon       | Palais des sports                |
| UJS Toulouse           | 1991     | 7e            | 2017            | 7e                | Pepe Narvaez                | 7e               | Occitanie, Haute-Garonne, Toulouse            | Palais des sports André-Brouat   |
| Kremlin-Bicêtre        | 2002     | 15e           | 2022            | champion ×4       | Maca                        | 8e               | Île-de-France, Le Kremlin-Bicêtre             | Gymnase Ducasse                  |
| Béthune Futsal         | 2002     | 14e           | 2010            | 5e                | Mohamed Nezlioui            | 9e               | Hauts-de-France, Pas-de-Calais, Béthune       | Palais des sports Henri-Louchart |
| Kingersheim Futsal     | 2015     | 3e            | 2021            | 9e                | Jawad Belaïnoussi           | 10e              | Grand Est, Haut-Rhin, Kingersheim             | Salle polyvalente                |
| Hérouville Futsal      | 2010     | 4e            | 2023            | 6e                | Quentin Lecomte-Moulin      | 1er D2 A         | Normandie, Calvados, Hérouville-St-Clair      | Gymnase Allende                  |
| GOAL Futsal Club       | 2007     | 1re           | 2023            | -                 | Nicolas Karilaos            | 1er D2 B         | Auv.-Rhône-Alpes, Lyon, Saint-Germain-au-M.O. | Gymnase Rosa Parks               |
| AC Ajaccio             | 2017     | 1re           | 2023            | -                 | Ricardo de Souza            | 2e D2 B          | Corse, Ajaccio                                | ?                                |

## Compétition

### Phase préliminaire

#### Classement
| Rang | Équipe                    | Pts | J  | G  | N | P  | Bp  | Bc  | Diff |
| ---- | ------------------------- | --- | -- | -- | - | -- | --- | --- | ---- |
| 1    | Étoile lavalloise T C -4  | 50  | 22 | 17 | 3 | 2  | 111 | 52  | +59  |
| 2    | Paris ACASA               | 40  | 22 | 12 | 4 | 6  | 87  | 70  | +17  |
| 3    | Nantes MF                 | 37  | 22 | 11 | 4 | 7  | 78  | 54  | +24  |
| 4    | Toulon ÉF                 | 37  | 22 | 11 | 4 | 7  | 74  | 65  | +9   |
| 5    | UJS Toulouse              | 36  | 22 | 10 | 6 | 6  | 66  | 46  | +20  |
| 6    | Kremlin-Bicêtre futsal -1 | 34  | 22 | 10 | 5 | 7  | 62  | 56  | +6   |
| 7    | Kingersheim Futsal        | 29  | 22 | 8  | 5 | 9  | 88  | 102 | -14  |
| 8    | Sporting Paris            | 25  | 22 | 7  | 4 | 11 | 73  | 84  | -11  |
| 9    | GOAL Futsal Club P        | 21  | 22 | 5  | 6 | 11 | 66  | 84  | -18  |
| 10   | Hérouville Futsal P       | 20  | 22 | 6  | 2 | 14 | 54  | 87  | -33  |
| 11   | Béthune Futsal -3         | 19  | 22 | 6  | 4 | 12 | 45  | 76  | -31  |
| 12   | AC Ajaccio P              | 15  | 22 | 4  | 3 | 15 | 54  | 82  | -28  |

Le Lavallois Soufiane El Mesrar est de nouveau sacré meilleur buteur de la phase régulière de D1 pour la seconde année consécutive avec 25 réalisations.

##### Retraits de points
Fin février, l'Étoile lavalloise doit déclarer forfait contre le Béthune Futsal à la suite de l'indisponibilité de l’Espace Mayenne, le refus de dérogation de la FFF et plusieurs refus du club adverse de décaler l’horaire de la rencontre. La FFF donne match perdu (0-3) et un point de pénalité à Laval, lors de la 16e journée de D1 Futsal. Quelques jours plus tard, le club mayennais est sanctionné d'un nouveau retrait de trois points pour des problèmes administratif après que Manolo Moya soit passé du poste de directeur sportif à celui d'entraîneur principal après le départ d'André Vanderlei.
La Commission fédérale des règlements et contentieux donne « match perdu par pénalité » au Kremlin-Bicêtre futsal pour la rencontre qui l’oppose à l’UJS Toulouse pour le compte de la 22e et dernière journée du championnat. Le Toulon ÉF se qualifie donc pour les demi-finales de la phase finale dont les affiches sont modifiées.
Début janvier 2024, le Béthune Futsal se voit sanctionner d'un retrait de trois points, avec une interdiction de recrutement et un encadrement de la masse salariale par la Commission Fédérale de Contrôle des Clubs de la DNCG. Béthune glisse alors à la dernière place du championnat en compagnie de l’AC Ajaccio.

### Phase finale

#### Tableau
À la suite du retrait de points du Kremlin-Bicêtre futsal, le programme de la phase finale est modifié. Le Nantes Métropole Futsal passe troisième et joue donc face à Paris ACASA (2e), quand le Toulon ÉF (4e) affrontent Laval (1er).
|  | Demi-finales      | Demi-finales                                   | Demi-finales            | Demi-finales            |                           |                           | Finale        | Finale        | Finale        | Finale        |
|  |                   |                                                |                         |                         |                           |                           |               |               |               |               |
|  | 22 et 26 mai 2024 | 22 et 26 mai 2024                              | 22 et 26 mai 2024       | 22 et 26 mai 2024       |                           |                           | 1er juin 2024 | 1er juin 2024 | 1er juin 2024 | 1er juin 2024 |
|  | 1er               | Étoile lavalloise MFC T                        | 7                       | 6                       |                           |                           | 1er juin 2024 | 1er juin 2024 | 1er juin 2024 | 1er juin 2024 |
|  | 1er               | Étoile lavalloise MFC T                        | 7                       | 6                       |                           |                           | 1er juin 2024 | 1er juin 2024 | 1er juin 2024 | 1er juin 2024 |
|  | 4e                | Nantes Métropole Futsal Toulon ÉF              | 2                       | 2                       |                           |                           | 1er juin 2024 | 1er juin 2024 | 1er juin 2024 | 1er juin 2024 |
|  | 4e                | Nantes Métropole Futsal Toulon ÉF              | 2                       | 2                       | Étoile lavalloise MFC T C | Étoile lavalloise MFC T C | 7             | 7             |               |               |
|  | 22 et 26 mai 2024 |                                                |                         |                         | Étoile lavalloise MFC T C | Étoile lavalloise MFC T C | 7             | 7             |               |               |
|  |                   |                                                | Nantes Métropole Futsal | Nantes Métropole Futsal | 1                         | 1                         |               |               |               |               |
|  | 2e                | Paris ACASA futsal                             | Nantes Métropole Futsal | Nantes Métropole Futsal | 1                         | 1                         | 1             | 1             |               |               |
|  | 2e                | Paris ACASA futsal                             |                         |                         |                           |                           |               | 1             |               |               |
|  | 3e                | Kremlin-Bicêtre futsal Nantes Métropole Futsal | 1                       | 4                       |                           |                           |               |               |               |               |
|  | 3e                | Kremlin-Bicêtre futsal Nantes Métropole Futsal | 1                       | 4                       |                           |                           |               |               |               |               |

#### Finale
Deux semaines après son sacre en Coupe de France, l’Étoile lavalloise conserve aussi son titre de champion. Face au Nantes MF, dont la section féminine conserve son titre en Challenge féminin en lever de rideau de cette finale, Laval prend les devants dès la 2e minute et creuse l’écart jusqu’à mener 5-0. En seconde période, Nantes sauve l’honneur avant de céder deux nouvelles fois.
| Finale              | Étoile lavalloise MFC T C                                                                 | 7 – 1   | Nantes Métropole Futsal | | |
| 1er juin 2024 17h00 | El Mesrar 2e 33e · Mohammed 11e · Bakkali 19e · Mouhoudine 23e · Napoles 26e · Guirio 34e | (3 – 0) | 27e Diop                | Parc des sports, Nancy Diffuseur : FutsalZone Arbitrage : Cédric Pélissier Arbitres assistants : Victor Chaix & Jérémy Deidda Quatrième arbitre : Fadil Darraz | Parc des sports, Nancy Diffuseur : FutsalZone Arbitrage : Cédric Pélissier Arbitres assistants : Victor Chaix & Jérémy Deidda Quatrième arbitre : Fadil Darraz |
| 1er juin 2024 17h00 | rapport                                                                                   |         |                         | Parc des sports, Nancy Diffuseur : FutsalZone Arbitrage : Cédric Pélissier Arbitres assistants : Victor Chaix & Jérémy Deidda Quatrième arbitre : Fadil Darraz | Parc des sports, Nancy Diffuseur : FutsalZone Arbitrage : Cédric Pélissier Arbitres assistants : Victor Chaix & Jérémy Deidda Quatrième arbitre : Fadil Darraz |

## Bilan de la saison
| Championnat de France de football 2023-2024 |                              |
| Champion                                    | Étoile lavalloise (2e titre) |
| Dauphin                                     | Nantes Métropole Futsal      |
| Champion d'automne                          | Étoile lavalloise            |
| Qualifications continentales                |                              |
| Ligue des champions 2024-2025               | Étoile lavalloise            |
| Promotions et relégations                   |                              |
| Promus en Division 1                        | Montpellier MF               |
| Promus en Division 1                        | AS Avion                     |
| Relégués en Division 2                      | AC Ajaccio                   |
| Relégués en Division 2                      | Béthune Futsal               |